# Big K.R.I.T.
Big K.R.I.T. (King Remembered In Time) (справжнє ім'я Джастін Скотт) — американський репер і хіп-хоп продюсер. У минулому відомий як Kritikal.

## Біографія

### 2005–2010: Початок кар'єри,K.R.I.T. Wuz Here
У травні 2010 Big K.R.I.T. видав для безкоштовного завантаження мікстейп K.R.I.T. Wuz Here, який отримав схвальні відгуки від критиків. Цього ж місяця Ша Мані XL, перший віце-президент A&R Def Jam Recordings, колишній президент G-Unit Records, підписав виконавця на лейбл. Ця подія стала одним з його перших кроків на новій посаді.
У жовтні 2010 репер став одним з гедлайнерів туру The Smoker's Club Tour 2010 [Архівовано 20 вересня 2012 у Wayback Machine.], він гастролював разом з Curren$y та Smoke DZA. У листопаді цього ж року K.R.I.T виступав на розігріві у Віза Каліфи у Балтиморі, штат Меріленд, Сейревілі, штат Нью-Джерсі, Вінстон-Сейлемі, штат Південна Кароліна, та в Ешленді, штат Вірджинія, під час туру Waken Baken.

### 2011-дотепер:Return of 4Eva,Live from the Underground,King Remembered in Time
У 2011 журнал XXL включив виконавця до «Одинадцятки новачків», куди також потрапили Yelawolf, Мік Мілл, Lil B та Кендрік Ламар. У березні Big K.R.I.T випустив мікстейп Return of 4Eva, повністю спродюсований власними силами. Оглядачі високо оцінили реліз.
Вільям Кетчум із HipHopDX схарактеризував його як «емоційну, концептуальну музику» й назвав «безкоштовним альбомом» (найвища оцінка сайту для мікстейпів). Меттью Коул зі Slant Magazine у своєму огляді зазначив, що це «найкращий мікстейп місяця», та порадив прослухати його. Обоє назвали K.R.I.T. ймовірним наступником легенд південного хіп-хопу UGK, Scarface і Outkast.
1 липня репер повідомив назву дебютного студійного альбому Live from the Underground. Початкова дата: 27 вересня 2011 р. З 10 жовтня по 24 листопада K.R.I.T. разом з Curren$y й Method Man перебував у турне The Smoker's Club Tour 2011 [Архівовано 20 вересня 2012 у Wayback Machine.] [Архівовано 20 вересня 2012 у Wayback Machine.]. Live from the Underground вийшов 5 червня 2012. Він дебютував на 5-ій сходинці Billboard 200, 1-х місцях Top R&B/Hip-Hop Albums і Rap Albums. Виконавець вирушив у тур разом зі Slim Thug.
10 серпня 2012 р. під час інтерв'ю на радіошоу Бутлеґа Кева репер підтвердив інформацію про роботу з Yelawolf над спільною платівкою Country Cousins. Big K.R.I.T. та співак Ештон Джонс взяли участь у записі синглу Lecrae «Mayday» з його альбому Gravity. Gravity отримав Ґреммі у категорії «Найкращий ґоспел-альбом».
Big K.R.I.T. уперше анонсував мікстейп King Remembered in Time 10 січня 2013, зазначивши, що на відміну від попередніх релізів, наступні міститимуть більше бітів від інших продюсерів. Проте більшість треків спродюсував K.R.I.T. 13 червня 2013 в інтерв'ю Dead End Hip Hop репер натякнув на назву другої студійної платівки, вона звучить у перших секундах інтро з Live from the Underground.

## Дискографія
Студійні альбоми
- Live from the Underground (2012)
- Cadillactica (2014)
- 4eva is a Mighty Long Time (2017)